# Ação penal pública condicionada
Ação penal pública condicionada é a ação penal pública que, para ser iniciada pelo Ministério Público, depende de representação ou requisição ministerial.

## Representação
É a manifestação de vontade do ofendido ou de seu representante legal quanto ao interesse em que a ação penal seja iniciada. No Brasil, está prevista no art. 39 do Código de Processo Penal Brasileiro.
- Forma: escrita ou oral (basta a manifestação de vontade).[1]

- A quem é dirigida[1]:
  - juiz
  - órgão do Ministério Público
  - autoridade policial

Natureza jurídica
É condição de procedibilidade da ação penal pública, sendo que sua falta impede que o Ministério Público ofereça a denúncia. É também condição para a ação penal.
O interesse na proteção do bem protegido na norma penal é, a princípio, do Estado, contudo o ofendido ou seu representante legal devem revelar que tem interesse na punição. A representação não condiciona o direito de punir do Estado, pois esse sempre existe. A representação faz nascer a pretensão punitiva do Estado.
Prazo
O direito de representação pode ser exercido no prazo de seis meses, contados do dia em que o ofendido ou seu representante legal soube quem é o autor do crime. Não se conta o prazo a partir do crime, mas da descoberta de seu autor.
De acordo com o art. 10 do Código Penal Brasileiro, na contagem do prazo inclui-se o dia do começo (ao contrário da regra comum no processo civil, onde a contagem começa no dia útil seguinte).
Interrupção do prazo
Não é admissível, visto tratar-se de prazo decadencial, que não admite interrupções ou suspensões.